# عبد الله سالم (لاعب كرة قدم مواليد 1983)
عبد الله سالم (مواليد 18 مارس 1983، لاعب كرة قدم إماراتي يجيد اللعب في الدفاع.
لعب سابقاً لأندية الأهلي ودبي و الوحدة والشارقة و اتحاد كلباء و العروبة .

## دمج نادي الشارقة
كان يلعب مع نادي الشارقة و في عام 2017 صدر قرار بدمج نادي الشارقة مع نادي الشعب تحت مسمى نادي الشارقة تم ضمه إلى نادي الشارقة الجديد وأعير إلى نادي اتحاد كلباء .

## روابط خارجية
- عبد الله سالم على موقع ناشيونال فوتبول تيمز (الإنجليزية)
- عبد الله سالم على موقع Soccerway.com (الإنجليزية)